# فرناندا ریبریو
فرناندا ریبریو (پرتغالی: Fernanda Ribeiro؛ زادهٔ ۲۳ ژوئن ۱۹۶۹) دونده ماراتن و دونده دو استقامت اهل پرتغال است.